# Secretaría de Desarrollo Económico (Honduras)
Secretaría de Industria y Comercio de Honduras es el encargado de lo concerniente a la formulación, coordinación, ejecución y evaluación de las políticas relacionadas con el fomento y desarrollo de la industria, de los parques industriales y zonas libres, el comercio nacional e internacional de bienes y servicios, la promoción de las exportaciones, la integración económica, el desarrollo empresarial, la inversión privada, el control de las pesas y medidas, el cumplimiento de lo dispuesto en las leyes de protección al consumidor y lo relacionado con la propiedad intelectual y el sistema estadístico Nacional.

## Datos
- Nombre: Secretaría de Estado en los Despachos de Industria y Comercio
- Dirección: Bulevar José Cecilio del Valle, edificio San José, Tegucigalpa, M.D.C, Honduras
- Email: info@sic.gob.hn

- Ministro:
- Viceministro de Comercio Interior
- Viceministro de Comercio Exterior
- Viceministro de

## Página web
- Datos: Q6123230